# فلامنکو (فیلم ۱۹۹۵)
«فلامنکو» (انگلیسی: Flamenco (1995 film)) فیلمی در ژانر مستند به کارگردانی کارلوس سائورا است که در سال ۱۹۹۵ منتشر شد.